# Rōmaji
Rōmaji (jap. ローマ字; dosł. „znaki rzymskie”) – łacińska transkrypcja wyrazów japońskich, zapis transkrypcyjny języka japońskiego za pomocą alfabetu łacińskiego, metoda pisania po japońsku znakami rzymskimi (pismem łacińskim).

## Rodzaje
Nie ma jednego powszechnie obowiązującego systemu zapisu rōmaji. Najpopularniejszymi z nich są:
- transkrypcja Hepburna (Hebon-shiki) – najbardziej zgodny z fonetyką angielską, powszechnie stosowany,
- kunrei-shiki – pośredni pomiędzy systemem fonetycznym a etymologicznym,
- nihon-shiki(inne języki) – starsza wersja systemu kunrei-shiki.